# Гран-Пара
Гран-Пара (порт. Grão-Pará) — португальське капітанство в Південній Америці, а потім провінція Бразильської імперії.
11 березня 1535 року було сформоване капітанство Мараньян, столицею якого з 13 червня 1621 року стало місто Сан-Луїс, тоді ж статус капітанства змінений на штат (estado) або віцекоролівство, другим штатом стає Бразилія. В 1646 році територія провінції Сеара перепідпорядкована капітанству Пернамбуку. В 1718 році провінція Піауї відокремлена від штату. З 1737 року назва штату змінена на Гранн-Пара і Мараньян. 3 березня 1755 року в межах штату створено капітанство Ріу-Негру, яке з 20 серпня 1772 стає окремим штатом, третім португальським штатом в Південній Америці. 7 вересня 1822 року зі здобуттям Бразилією незалежності статус капітанств змінений на статус провінцій, з 1823 року Бразилія отримує фактичний контроль над цією територією. 5 вересня 1850 провінція Гран-Пара розділена на провінції Пара і Амазонас.

## Ligações externas
- O governo das conquistas do norte: trajetórias administrativas no Estado do Grão-Pará e Maranhão (1751-1780) [Архівовано 2 квітня 2015 у Wayback Machine.]
- Os governadores do Estado do Grão-Pará e Maranhão: perfis sociais e trajetórias administrativas (1751-1780) [Архівовано 30 квітня 2015 у Wayback Machine.]
- Palácio e residência dos governadores da capitania do Grão-Pará e Maranhão. O projecto de Landi [Архівовано 3 березня 2016 у Wayback Machine.]